# VEB
VEB (на немски: Volkseigener Betrieb – „народно предприятие“, произнася се Фолксайгенер бетриб, ФЕБ) е правна форма на индустриални предприятия и комунални учреждения в Съветската окупационна зона на Германия, а впоследствие, с образуването на източногерманската държава, и в ГДР. Народните предприятия са създадени по образец на подобните предприятия в СССР и в резултат от наложеното съветско влияние след края на Втората световна война. Създаването на народните предприятия е предшествано от проведен процес на експроприация и одържавяване на частните предприятия. От 1948 г. VEB са базови икономически единици на централизираната икономика на управление. В съответствие със закона те са народно достояние и принадлежат на държавата ГДР. Продажбата им на частни лица е била забранена. В хода на втората вълна на одържавяване през 1972 г. почти всички промишлени и строителни предприятия, които все още са били частни или полудържавни, са преобразувани в около 11 000 VEB.
През 1989 г. в народните предприятия са работили 79,9 % от всички трудещи се на ГДР.
С обединението на Германия и прехода към пазарна икономика през 1990 г. около 8000 комбината и народни предприятия отново са приватизирани по силата на „Регламента за преобразуване на държавните индустриални обединения, предприятия и учреждения в корпорации“ (на немски: „Verordnung zur Umwandlung von volkseigenen Kombinaten, Betrieben und Einrichtungen in Kapitalgesellschaften“). При тяхната ликвидация и приватизация са съкратени няколко милиона работни места.